# The Yardbirds
The Yardbirds là ban nhạc rock Anh đã có nhiều hit trong thập niên 60, bao gồm "For Your Love", "Over Under Sideways Down" và "Heart Full of Soul". Nhóm nhạc nổi tiếng bởi có những tay ghi-ta lừng danh như: Eric Clapton, Jeff Beck, và Jimmy Page, tất cả đều có tên trong top 5 của danh sách 100 tay guitar vĩ đại nhất của tạp chí Rolling Stone (Clapton thứ 2, Page thứ 3, và Beck thứ 5). Là ban nhạc dựa trên blues và chuyển sang Pop và Rock, The Yardbirds tiếp tục tạo nên những thay đổi trong làng ghi-ta của những năm 60, như feedback tiếng vọng ngược, và khuếch đại âm thanh tốt hơn, v.v. Họ đã sử dụng biến âm trong ghi-ta điện tạo bởi những người trước đó trong ban nhạc The Kinks.